# Constantin Alexandru

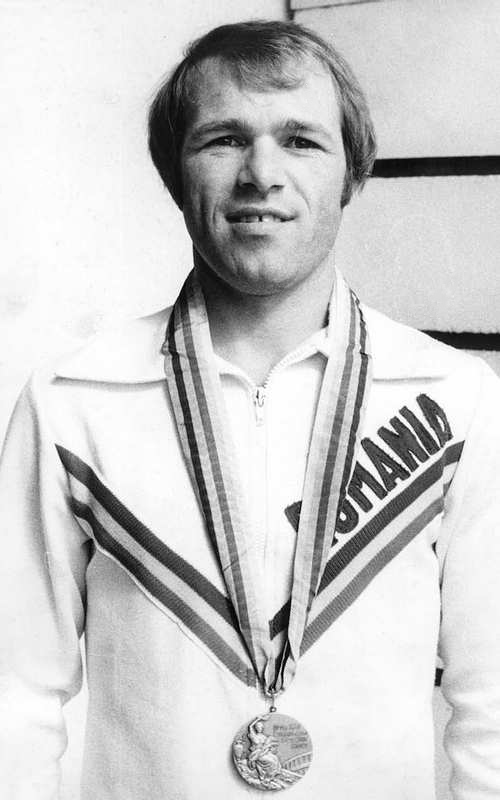
Constantin Alexandru

Constantin Alexandru (* 15. Dezember 1953 in Constanța; † 10. August 2014) war ein rumänischer Ringer. Er war Gewinner einer Silbermedaille bei den Olympischen Spielen 1980 sowie Welt- und Europameister im griechisch-römischen Stil im Papiergewicht.

## Werdegang
Constantin Alexandru wuchs in Constanța auf und begann dort als Jugendlicher mit dem Ringen. Er wurde von dem bekannten und erfolgreichen Trainer Constantin Ofițerescu entdeckt, der ihn dann beim Ringerclub CS Farul Constanța trainierte. Der 1,58 Meter große Athlet wurde 1973 erstmals rumänischer Meister bei den Senioren und wechselte daraufhin zum Sportclub der Armee, der den Namen Clubul Sportiv al Armatei Steaua Bukarest trug. Er rang ausschließlich im griechisch-römischen Stil. Constantin Alexandru hatte es in Rumänien in seiner Gewichtsklasse mit Gheorghe Berceanu, dem Olympiasieger von 1972 zu tun, den er ab 1973 Zug um Zug ablöste. Als Berceanu nach den Olympischen Spielen 1976 zurücktrat, beherrschte er bis 1980 die Ringerszene in seiner Gewichtsklasse in Rumänien alleine.
Die internationale Karriere von Constantin Alexandru begann im Jahre 1973 bei der Weltmeisterschaft in Teheran. Dort konnte er sich aber noch nicht im Vorderfeld platzieren. Er gewann in Teheran nur gegen Tseren Lhajav aus der Mongolei und rang gegen Stefan Angelow aus Bulgarien unentschieden. Gegen Moradali Shirbani aus dem Iran und Ferenc Seres aus Ungarn verlor er und kam damit auf den 7. Platz. Bei der Europameisterschaft 1974 in Madrid war er wesentlich erfolgreicher, denn er gewann dort im Papiergewicht mit Siegen über Ferenc Seres, Ungarn, Stefan Angelow, Bulgarien, Salih Bora, Türkei, Alexei Schumakow, UdSSR, alles Ringer, auf die er auch in den nächsten Jahren noch häufig treffen sollte, sowie über Antonio Quastelli, Italien und Haralambos Holidis, Griechenland, den Europameistertitel. Bei der Weltmeisterschaft 1974 in Kattowitz belegte er einen hervorragenden 2. Platz. Er musste sich dort nur dem Titelverteidiger Wladimir Subkow aus der UdSSR geschlagen geben.
Im Jahre 1975 wiederholte er den Titelgewinn bei der Europameisterschaft in Ludwigshafen am Rhein, wobei er Siege über Pawel Christow aus Bulgarien, Raimo Hirvonen, Finnland, Janusz Kosinski, Polen, Sotirios Ventas, Griechenland, Ferenc Seres und Alexei Schumakow erzielte. 1975 startete Constantin Alexandru auch erstmals beim Großen Preis der Bundesrepublik Deutschland in Aschaffenburg und gewann dieses Turnier vor Georgi Georgijew aus Bulgarien. Im Laufe seiner Karriere startete er dann auch in den Jahren 1976, 1977, 1978, 1979 und 1980 bei diesem Turnier und brachte das Kunststück fertig, in all diesen Jahren zu siegen und dabei mit Wladimir Subkow, Saksylik Uschkempirow, Wladimir Schatunow, alle UdSSR, Roman Kierpacz, Polen und Bernd Scherer, BRD, Weltklasseringer auf die Plätze zu verweisen.
Bei der Weltmeisterschaft 1975 in Minsk musste Constantin Alexandru in das Fliegengewicht ausweichen, weil im Papiergewicht Gheorghe Berceanu an den Start ging. Es zeigte sich, dass er kräftemäßig in dieser Gewichtsklasse nicht ganz mithalten konnte. Er siegte dort zwar über Bruce Thompson aus den Vereinigten Staaten, Heinz Schmidt aus der DDR und Haralambos Holidis, unterlag aber gegen Lajos Rácz aus Ungarn u. Baek Seung-hyun aus Südkorea und kam damit auf den 6. Platz.
1976 war Constantin Alexandru, wieder im Papiergewicht, nur bei der Europameisterschaft am Start, weil sich bei der rumänischen Olympiaausscheidung Gheorghe Berceanu für einen Start bei den Olympischen Spielen in Montreal qualifizierte. Bei der Europameisterschaft 1976 in Leningrad musste sich Constantin Alexandru im Finale gegen Alexei Schumakow geschlagen geben, nachdem er vorher Salih Bora, Ferenc Seres und Janusz Kosinski geschlagen hatte.
1977 gewann Constantin Alexandru bei der Europameisterschaft in Bursa zum dritten Mal den Europameistertitel im Papiergewicht. Er siegte dabei über Vicente Sanchez aus Spanien, Georgi Georgijew, Salih Bora, Anatoli Bosin, UdSSR u. Wieslaw Kucinski, Polen. Einen herben Rückschlag erlebte er dann bei der Weltmeisterschaft 1977 in Göteborg. Er unterlag nämlich dort gegen Wieslaw Kucinski u. gegen Yoshineru Morikawi aus Japan und schied damit schon nach der 2. Runde aus. Er platzierte sich damit nur auf dem 10. Platz.
Das Jahr 1978 wurde dann zum absoluten Erfolgsjahr für Constantin Alexandru. Er wurde zuerst in Oslo Europameister im Papiergewicht, zum vierten Mal, wobei er Anatoli Bosin, Cluzeland, Frankreich, Hakama, Albanien, Salih Bora und Dietmar Hinz, DDR, besiegte und dann wurde er im Herbst dieses Jahres in Mexiko-Stadt erstmals auch Weltmeister. Er besiegte dabei Jozsef Santha aus Ungarn, Salih Bora, Dietmar Hinz, Alexei Schumakow und Roman Kierpacz aus Polen.
Im Jahre 1979 brachte Constantin Alexandru das Kunststück fertig, diese Erfolge von 1978 zu wiederholen. Er wurde in Bukarest mit Siegen über Jozsef Santha, Pawel Christow, Roman Kierpacz und Anatoli Bosin zum fünften Mal Europameister und in San Diego mit Siegen über Jorge Martinez, Kuba, Greg Williams, USA, Ferenc Seres, Alexei Schumakow und Pawel Christow zum zweiten Mal Weltmeister.
1980 riss diese Erfolgsserie jäh. Bei der Europameisterschaft in Prievidza verlor er nämlich gegen Roman Kierpacz und gegen Freddy Scherer aus der BRD und kam damit nur auf den 9. Platz. Bei den Olympischen Spielen in Moskau war er aber wieder in besserer Form. Er verlor dort zwar gleich seinen ersten Kampf gegen Saksylik Uschkempirow, erkämpfte sich danach aber mit Siegen über Saber Nakdali aus Syrien, Alfredo Oltera aus Mexiko, Pawel Christow und Ferenc Seres noch die olympische Silbermedaille.
Constantin Alexandru setzte auch 1981 seine Karriere fort, musste bei der Europameisterschaft dieses Jahres in Göteborg aber erkennen, dass er durch das dauernde Abtrainieren doch sehr viel von seiner körperlichen Leistungsfähigkeit verloren hat. Er kam in Göteborg im Fliegengewicht nur auf den 5. Platz, den er sich nach einer Niederlage gegen Ljubomir Zenkow aus Bulgarien mit einem Sieg über Leszek Majkowski aus Polen erkämpfte. Er erklärte nach dieser Meisterschaft seinen Rücktritt.
1983 stand jedoch Rumänien für die internationalen Meisterschaften kein leistungsstarker Ringer im Fliegengewicht zur Verfügung. Constantin Alexandru erklärte sich daraufhin bereit, noch einmal bei der Europameisterschaft in Budapest und bei der Weltmeisterschaft in Kiew an den Start zu gehen. Bei beiden Meisterschaften gewann er aber keine Medaille mehr. In Budapest belegte er den 5. Platz und in Kiew kam er nur auf den 9. Platz.
Constantin Alexandru wurde nach seiner Laufbahn als Ringer Trainer bei Steaua Bukarest.

## Internationale Erfolge
| Jahr | Platz  | Wettbewerb                                                   | Gewichtsklasse | |
| ---- | ------ | ------------------------------------------------------------ | -------------- | --- |
| 1973 | 1.     | Intern. Turnier in Constanța                                 | Papier         | vor Gheorghe Berceanu, Rumänien und Fritz Schmidt, BRD |
| 1973 | 3.     | "Pytlasinski"-Turnier in Warschau                            | Papier         | hinter Pawel Christow, Bulgarien und Wladimir Schatumow, UdSSR |
| 1973 | 7.     | WM in Teheran                                                | Papier         | mit einem Sieg über Tseren Lhajav, Mongolei, einem Unentschieden gegen Stefan Angelow, Bulgarien und Niederlagen gegen Moradali Shibani, Iran und Ferenc Seres, Ungarn |
| 1974 | 2.     | Klippan-Turnier                                              | Papier         | hinter Alexei Schumakow, UdSSR, vor Dietmar Hinz, DDR |
| 1974 | 2.     | "Iwan-Poddubny-"-Turnier in Leningrad                        | Papier         | hinter Metwedajew, vor Wladimir Schatumow, bde. UdSSR |
| 1974 | 1.     | EM in Madrid                                                 | Papier         | mit Siegen über Ferenc Seres, Stefan Angelow, Salih Bora, Türkei, Alexei Schumakow, Antonio Quastelli, Italien und Haralambos Holidis, Griechenland                    |
| 1974 | 1.     | "Werner-Seelenbinder"-Turnier in Rostock                     | Papier         | vor Tscheraitschow, UdSSR u. Dietmar Hinz, DDR |
| 1974 | 2.     | WM in Kattowitz                                              | Papier         | mit Siegen über Antonin Jelinek, ČSSR, Dietmar Hinz, Georgi Georgijew, Bulgarien, Salih Bora u. Karoly Kancsar, USA u. einer Niederlage gegen Wladimir Subkow, UdSSR   |
| 1975 | 2.     | Intern. Turnier in Galați                                    | Papier         | hinter Gheorghe Berceanu, vor Mircea Secosan, bde. Rumänien und Salih Bora                                                                                             |
| 1975 | 1.     | Großer Preis der Bundesrepublik Deutschland in Aschaffenburg | Papier         | vor Georgi Georgijew, Otto Köb, Österreich und Heinz Schmieden, BRD |
| 1975 | 1.     | EM in Ludwigshafen am Rhein                                  | Papier         | mit Siegen über Pawel Christow, Raimo Hirvonen, Finnland, Janusz Kosinski, Polen, Sotirios Ventas, Griechenland, Ferenc Seres und Alexei Schumakow                     |
| 1975 | 1.     | "Werner-Seelenbinder"-Turnier in Leipzig                     | Papier         | vor Stefan Angelow und Dietmar Hinz |
| 1975 | 6.     | WM in Minsk                                                  | Fliegen        | mit Siegen über Bruce Thompson, USA, Heinz Schmidt, DDR und Haralambos Holidis und Niederlagen gegen Lajos Rácz, Ungarn und Baek Seung-hyun, Südkorea                  |
| 1976 | 2.     | EM in Leningrad                                              | Papier         | mit Siegen über Salih Bora, Ferenc Seres u. Janusz Kosinski u. einer Niederlage gegen Alexei Schumakow                                                                 |
| 1976 | 1.     | Großer Preis der BRD in Aschaffenburg                        | Papier         | vor Wladimir Subkow und Jürgen Kleer, BRD |
| 1977 | 1.     | EM in Bursa                                                  | Papier         | mit Siegen über Vicente Sanchez, Spanien, Georgi Georgijew, Salih Bora, Anatoli Bosin, UdSSR und Wieslaw Kucinski, Polen                                               |
| 1977 | 1.     | Großer Preis der BRD in Aschaffenburg                        | Papier         | vor Saksylik Uschkempirow, UdSSR, Wieslaw Kucinski und Jürgen Kleer |
| 1977 | 10.    | WM in Göteborg                                               | Papier         | nach Niederlagen gegen Wieslaw Kucinski und Yoshineru Moriwaki, Japan                                                                                                  |
| 1978 | 2.     | "Iwan-Poddubny"-Turnier in Minsk                             | Papier         | hinter Anikin, UdSSR, vor Wieslaw Kucinski |
| 1978 | 1.     | EM in Oslo                                                   | Papier         | mit Siegen über Anatoli Bosin, Cluzeland, Frankreich, Hakrama, Albanien, Salih Bora und Dietmar Hinz                                                                   |
| 1978 | 1.     | Großer Preis der BRD in Aschaffenburg                        | Papier         | vor Wladimir Schatumow, UdSSR und Roman Kierpacz, Polen |
| 1978 | 1.     | WM in Mexiko-Stadt                                           | Papier         | mit Siegen über Jozsef Santha, Ungarn, Salih Bora, Dietmar Hinz, Alexei Schumakow und Roman Kierpacz                                                                   |
| 1979 | 1.     | EM in Bukarest                                               | Papier         | mit Siegen über Jozsef Santha, Pawel Christow, Roman Kierpacz und Anatoli Bosin                                                                                        |
| 1979 | 1.     | Großer Preis der BRD in Aschaffenburg                        | Papier         | vor Roman Kierpacz und Funikaro Sasaki, Japan |
| 1979 | 1.     | WM in San Diego                                              | Papier         | mit Siegen über Jorge Martinez, Kuba, Greg Williams, USA, Ferenc Seres, Alexei Schumakow und Pawel Christow                                                            |
| 1980 | 9.     | EM in Prievidza                                              | Papier         | nach Niederlagen gegen Roman Kierpacz und Freddy Scherer, BRD |
| 1980 | 1.     | Großer Preis der BRD in Aschaffenburg                        | Papier         | vor Bernd Scherer, BRD, Roman Kierpacz, Kent Andersson, Schweden und Ferenc Seres                                                                                      |
| 1980 | Silber | OS in Moskau                                                 | Papier         | nach einer Niederlage gegen Saksylik Uschkempirow und Siegen über Saber Nakdali, Syrien, Alfredo Oltera, Mexiko, Pawel Christow und Ferenc Seres                       |
| 1981 | 5.     | EM in Göteborg                                               | Fliegen        | nach einer Niederlage gegen Ljubomir Zenkow, Bulgarien und Siegen über Jean-Pierre Chambellan, Frankreich, Lajos Rácz, Ungarn und Leszek Majkowski, Polen              |
| 1981 | 2.     | Universitäten-WM in Bukarest                                 | Papier         | hinter Timor Taimuras Kasaraschwili, UdSSR, vor Hidekazu Ozawa, Japan und Mark Fuller, USA                                                                             |
| 1983 | 5.     | EM in Budapest                                               | Fliegen        | hinter Lajos Rácz, Sergei Djudajew, UdSSR, Roman Kierpacz und Mladen Mladenow, Bulgarien                                                                               |
| 1983 | 9.     | WM in Kiew                                                   | Fliegen        | Sieger: Benur Paschajan, UdSSR vor Erol Kemah, Türkei und Ljubomit Zenkow                                                                                              |

## Rumänische Meisterschaften
Constantin Alexandru gewann zwischen 1973 und 1981 siebenmal die rumänische Meisterschaft im griechisch-römischen Stil im Papiergewicht.
Anm.: alle Wettkämpfe im griechisch-römischen Stil, OS = Olympische Spiele, WM = Weltmeisterschaft, EM = Europameisterschaft, Papiergewicht, damals bis 48 kg, Fliegengewicht, damals bis 52 kg Körpergewicht